# Crandelles
 Crandelles  es una población y comuna francesa, situada en la región de Auvernia-Ródano-Alpes, departamento de Cantal, en el distrito de Aurillac y cantón de Jussac.

## Demografía
| 364 | 338 | 346 | 470 | 560 | 598 |
| Para los censos de 1962 a 1999 la población legal corresponde a la población sin duplicidades (Fuente: INSEE [Consultar]) |     |     |     |     |     |